# Anemone palmata
La hierba centella (Anemone palmata) es una planta herbácea de la familia de las ranunculáceas.

## Descripción
Hierba perenne debido a un rizoma tuberoso. Hojas en roseta basal, de arriñonadas a casi orbiculars, divididas en 3-5 lóbulos no muy profundos y con dientes irregulares en tamaño. Tallos de 10-60 cm de longitud con 3 hojas sentadas que arrancan del mismo punto en la parte inferior o media, con lóbulos más estrechos que las de la roseta basal. Flores generalmente solitarias al final de los tallos, de color amarillo vivo, de hasta 3,5 cm de diámetro, constituidas por 8-15 sépalos, numerosos estambres y numerosos aquenios que forman una infrutiscencia ovoidea de hasta 30 mm de longitud por 18 mm de anchura. En cuanto a la floración es muy temprana en los encinares, puede florecer ya desde febrero en el invierno del hemisferio norte, y hacerlo a lo largo de la primavera en las estaciones más frescas.

## Hábitat
En encinares y alcornocales.

## Distribución
En la península ibérica, sur de Francia, Cerdeña y Sicilia.

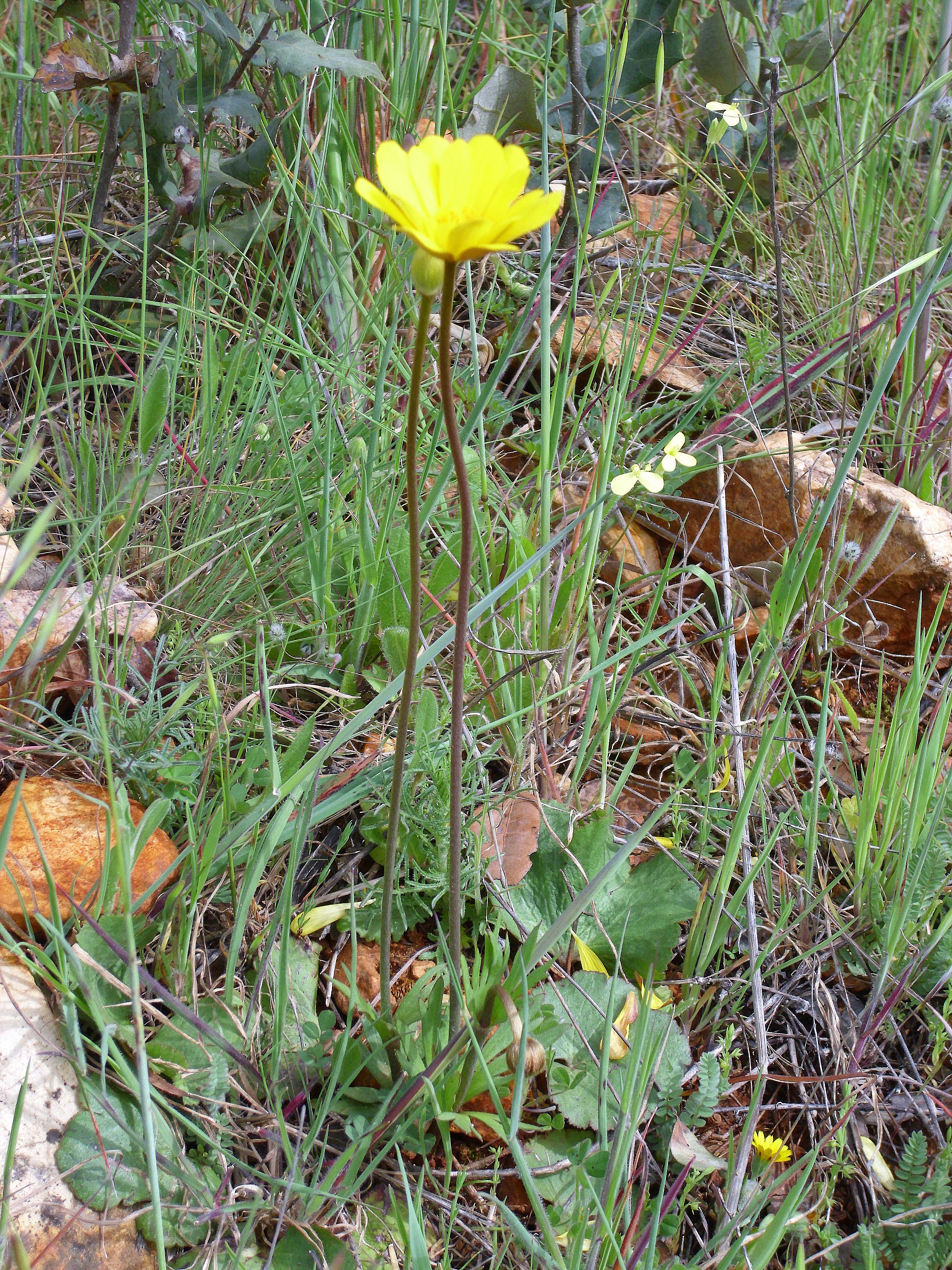
Vista de la planta en su hábitat

## Usos
Los alcaloides que contienen todas sus partes son altamente tóxicos, por lo que su uso en medicina popular está desaconsejado.

## Taxonomía
Anemone palmata fue descrita por Carlos Linneo y publicado en Species Plantarum 1: 538, en el año 1753.
Citología
Número de cromosomas de Anemone palmata (Fam. Ranunculaceae) y táxones infraespecíficos:
2n=16
Etimología
Anemone: nombre genérico que procede de la palabra griega Άνεμος, que significa viento.
palmata: epíteto latíno que significa "palmada".

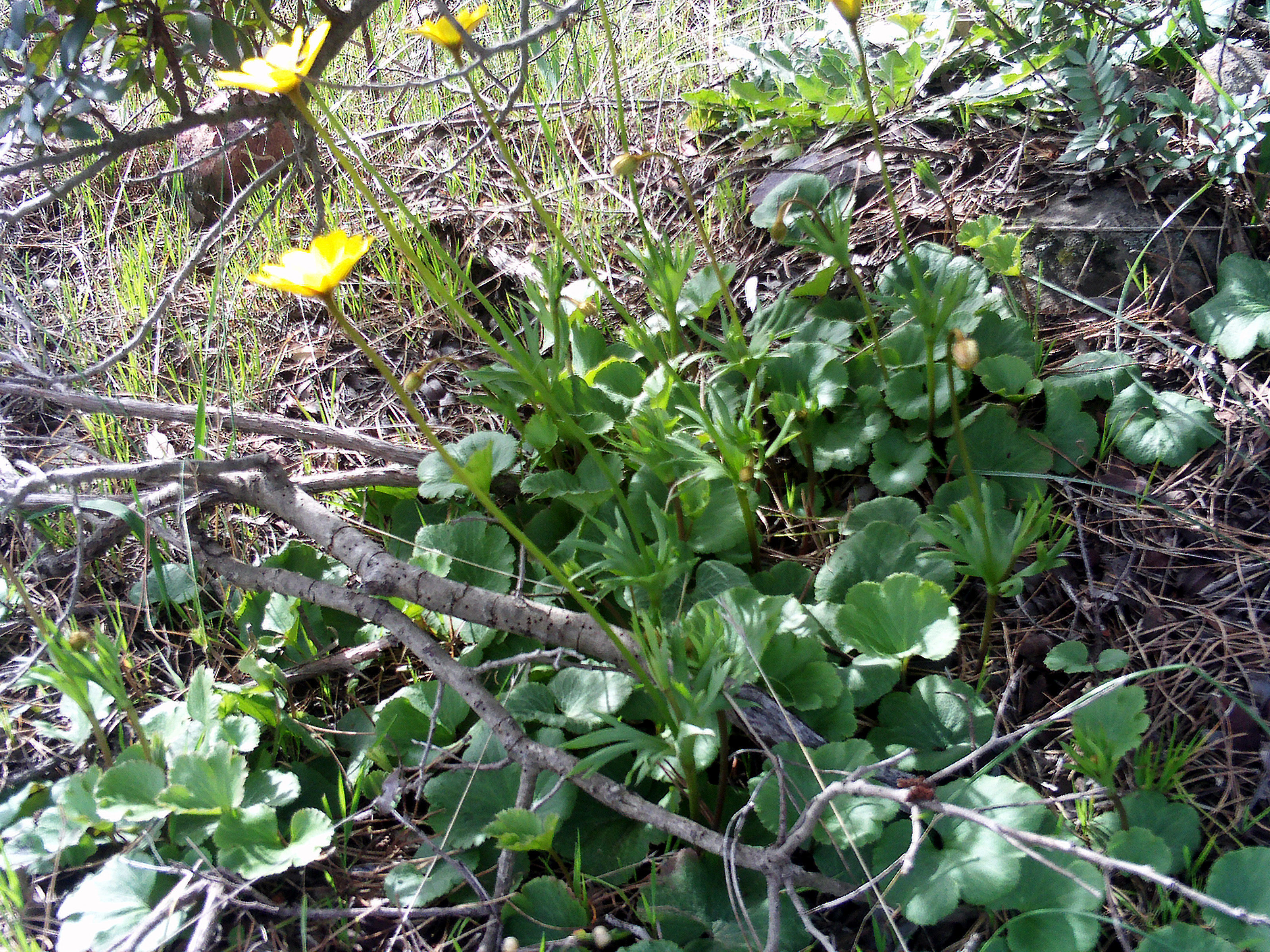
En su hábitat

Sinonimia
- Anemone lobata Pers.
- Anemone malvifolia L.[6]

## Nombres comunes
- Castellano: alemana pobre, anémola del Tajo, anémola portuguesa, anémona, centella, flor del amor, hierba centella, hierba del amor, hoja del amor, yerba centella, yerba de la centella.[7]